# Deadly Spygames
Pour plus de détails, voir Fiche technique et Distribution.
Deadly Spygames est un film américain de Jack M. Sell, sorti en 1989.

## Fiche technique
- Réalisation : Jack M. Sell
- Scénario : Adrienne Richmond, Jack M. Sell
- Musique : Hutch DeLoach
- Image : Wayne Kohlar
- Montage : Maurits Guepin

## Distribution
- Jack M. Sell : Banner
- Troy Donahue : Python
- Adrienne Richmond : Jacqueline
- Tippi Hedren : Chastity